# Параметрическая статистика
Параметрическая статистика — раздел статистики, который предполагает, что выборка принадлежит популяции, которая может быть достаточно точно и адекватно смоделирована вероятностным распределением с определенным набором параметров. Наоборот, непараметрическая модель отличается тем, что набор параметров не задан и может увеличиваться или уменьшаться, если собрана новая полезная информация.
Наиболее известные статистические методы являются параметрическими.

## Пример
Все семейства нормальных распределений имеют одинаковый вид и являются параметризованными посредством математического ожидания и дисперсии. Это означает, что если математическое ожидание и дисперсия известны, а распределение является нормальным, то известна вероятность попадания наблюдения в заданный интервал.
Пусть имеется выборка из 99 баллов с математическим ожиданием, равным 100, и дисперсией, равной 1. Если мы предположим, что все 99 баллов являются случайными наблюдениями из нормального распределения, то мы можем предположить, что с вероятностью 0.01 сотый балл будет выше чем 102.33 (то есть среднее плюс 2.33 стандартных отклонения), если сотый балл подчиняется тому же распределению, что и остальные. Параметрические статистические методы используются для вычисления числа 2.33, исходя из 99 независимых наблюдений из одного распределения.
Непараметрической оценкой будет являться максимум из первых 99 сумм. Нам не нужно знать распределение баллов, так как до проведения эксперимента было известно, что любой балл из 100 с одинаковой вероятностью может стать высшим баллом. Поэтому вероятность того, что сотый балл будет выше чем предыдущие 99, равна 0.01.

## История
Параметрическая статистика упоминалась Фишером в его работе «Статистические методы для исследователей» (en:Statistical Methods for Research Workers) в 1925 году, которая заложила основы современной статистики.